# Ixia fucata
Ixia fucata là một loài thực vật có hoa trong họ Diên vĩ. Loài này được Ker Gawl. miêu tả khoa học đầu tiên năm 1811.